# Premaoryskie osadnictwo w Nowej Zelandii

Migracje Polinezyjczyków

Premaoryskie osadnictwo w Nowej Zelandii − teoria próbująca dowieść, że wyspy nowozelandzkie zostały zasiedlone przez Celtów, Greków, a może nawet Egipcjan na długo przed pojawieniem się polinezyjskich przodków Maorysów.

## Teorie
Martin Doutré w książce wydanej w roku 1999 dowodził, że Nowa Zelandia została zasiedlona − przed przybyciem Polinezyjczyków − przez Celtów, o czym mają świadczyć petroglify odkryte na jednym ze wzgórz w Silverdale, dzielnicy Auckland. Pierwszym, który wysnuł teorię o pre-polinezyjskim zasiedleniu Nowej Zelandii, był Kerry Bolton, który w roku 1987 opublikował pracę pt. Lords of the Soil, w której oznajmiał, że Polinezja była zamieszkana przez Europejczyków od najdawniejszych czasów. 
Inne książki na ten sam temat to The Great Divide: The Story of New Zealand & its Treaty, (2012) autorstwa dziennikarza Iana Wisharta i To the Ends of the Earth Maxwella C. Hilla, Gary'ego Cooka i Noela Hilliama, którzy również byli zdania, że Nową Zelandię odkryto znacznie wcześniej. 
David Rankin, starszy iwi Ngāpuhi, zwraca uwagę na legendy maoryskie sugerując, że ludzie o jaśniejszym zabarwieniu skóry byli obecni na wyspach w chwili przybycia Maorysów i że naukowcy uknuli spisek, by nie dopuścić do badań.
Kerry Howe z Massey University napisał pracę o alternatywnych teoriach zasiedlania Nowej Zelandii.

## Poglądy naukowców
Historycy i archeolodzy odrzucają te teorie. Michael King napisał w swej Historii Nowej Zelandii: „Mimo mnóstwa amatorskich teorii o przybyszach z Melanezji, Ameryki Południowej, Egiptu, Fenicji, czy też o Celtach kolonizujących Nową Zelandię, nie ma nawet najmniejszych dowodów, że pierwszymi ludźmi był tutaj ktokolwiek inny niż Polinezyjczycy”, Richard Hill, profesor z Uniwersytetu Wiktorii w Wellington, powiedział w roku 2012: „Żadna (z tych teorii) nigdy nie została poddana jakimkolwiek badaniom naukowym”, zaś Hugh Laracy z Uniwersytetu w Auckland nazwał je „dzikimi spekulacjami”, które zostały „całkowicie odrzucone przez ludzi nauki”. 
Inny historyk, Vincent O'Malley, a także Nowozelandzkie Stowarzyszenie Archeologiczne uważają, że teorie te mają rasistowski lub też polityczny wydźwięk. Scott Hamilton w liście otwartym „No to Nazi Pseudo-history” wyjaśnia swoje obiekcje wobec teorii Boltona i Doutré.